# Paranedyopus similis
Paranedyopus similis är en mångfotingart som beskrevs av Sergei I. Golovatch 1990. Paranedyopus similis ingår i släktet Paranedyopus och familjen orangeridubbelfotingar. Inga underarter finns listade i Catalogue of Life.